# Masters de Cincinnati 1997
El Abierto de Cincinnati 1997 (también conocido como Great American Insurance ATP Championships por razones de patrocinio) fue un torneo de tenis jugado sobre pista dura. Fue la edición número 96 de este torneo. El torneo masculino formó parte de los Super 9 en la ATP. Se celebró entre el 4 de agosto y el 11 de agosto de 1997.

## Campeones

### Individuales masculinos
Pete Sampras vence a  Thomas Muster, 6–3, 6–4.

### Dobles masculinos
Mark Woodforde /  Todd Woodbridge vencen a  Mark Philippoussis /  Patrick Rafter, 7–6, 4–6, 6–4.
| Predecesor: Cincinnati 1996 | Masters de Cincinnati 1997 | Sucesor: Cincinnati 1998 |